# Hastertia
Hastertia is een kevergeslacht uit de familie van de boktorren (Cerambycidae). De wetenschappelijke naam van het geslacht werd voor het eerst geldig gepubliceerd in 1912 door Lameere.

## Soorten
Hastertia is monotypisch en omvat slechts de volgende soort:
- Hastertia bougainvillei Lameere, 1912